# Ligne A du métro de Lyon
Pour les articles homonymes, voir Ligne A.
La ligne A du métro de Lyon est une ligne du réseau métropolitain de Lyon. Cette première ligne, équipée en métro sur pneumatiques et dont le premier tronçon a été ouvert en 1978, relie aujourd'hui la station Perrache à Lyon au sud-ouest, à la station Vaulx-en-Velin - La Soie, à l'est. Avec une longueur de 9,3 km, elle est la troisième ligne par sa longueur après la ligne D et la ligne B.

## Histoire

### Chronologie
- Le 28 avril 1978, inauguration par Valéry Giscard d'Estaing de la ligne A du métro entre Perrache et Laurent Bonnevay.
- Le 2 mai 1978, mise en service commercial de la ligne.
- Le 2 octobre 2007, mise en service du prolongement de Laurent Bonnevay à Vaulx-en-Velin - La Soie.

### Détails
Dès 1945, l'itinéraire Perrache - Villeurbanne est défini comme le fuseau prioritaire afin d'y établir la première ligne du métro de Lyon. Ce tracé coïncide en effet celui de la ligne de bus n°7, alors la plus chargée du réseau de l'OTL (actuels TCL). C'est également le plus consensuel puisqu'il permet de relier Lyon et Villeurbanne, les deux grandes communes de l'agglomération. Malgré tout, il faudra deux décennies pour convaincre les élus de la nécessité du métro. C’est en 1967, à la suite de l'organisation d'une réunion par les milieux économiques lyonnais, que la décision est prise d'établir en première phase une ligne reliant Perrache à Cusset.
La nécessité de desservir la gare des Brotteaux ainsi que le nouveau quartier de la Part-Dieu, où l'État souhaite établir un centre de commandement, vient cependant mettre à mal le schéma initial. Devant le refus des élus de réviser entièrement le tracé de la première ligne, une simple branche est donc ajoutée entre Masséna et la Part-Dieu. On répond ainsi les exigences de l'État qui n'accepte de subventionner le projet qu'à condition que la Part-Dieu soit desservie par le métro dès la première phase. Afin de conserver la cohérence du réseau, le schéma d'ensemble de 1969 fait de cette branche l'amorce d'une boucle centrale sur laquelle se brancheront des antennes vers la périphérie. Un triangle de voies complet est donc prévu au niveau des Brotteaux, permettant de rejoindre la Part-Dieu sans rupture de charge depuis la Presqu'île et Villeurbanne.
En 1972, à la suite de l'organisation par l'État d'un concours pour la réalisation des métros de Lyon et Marseille, le groupe CGE est retenu et modifie le projet initial. L'ensemble de la ligne A est ramené très près de la surface avec des stations construites en tranchée couverte directement sous la chaussée, ce qui permet de réduire les difficultés de construction liées à la nappe phréatique. Dans la Presqu'île, le tracé est légèrement décalé avec un passage sous la rue de la République plutôt que la rue Édouard-Herriot. Concernant le franchissement du Rhône, il ne se fera plus par une traversée sous-fluviale comme envisagé au départ, mais par un passage dans le tablier du pont Morand, reconstruit pour l'occasion.
Alors que les travaux sont sur le point de commencer, l'achèvement du triangle des Brotteaux est ajourné à la demande de l'État afin de réduire les coûts. L'antenne vers la Part-Dieu est par conséquent transformée en une navette partant de la station Charpennes - Villeurbanne : c'est la naissance de la ligne B. L'achèvement du triangle sera encore évoqué sporadiquement par la suite, puis définitivement abandonné. Les Lyonnais se retrouvent donc privés d'une liaison directe entre la Presqu'île et la Part-Dieu.

### Construction et inauguration
Après 5 ans de travaux, la ligne A est mise en service le 2 mai 1978 entre les stations Perrache et Laurent Bonnevay. La rame inaugurale est conduite par Valéry Giscard d'Estaing. La ligne B ainsi que le prolongement de la ligne C à Hôtel de Ville sont ouverts le même jour.

### Prolongement à Vaulx-en-Velin
En 2007, la ligne A connaît sa première et unique extension d'une station depuis son terminus Laurent Bonnevay - Astroballe jusqu'à Vaulx-en-Velin - La Soie. Elle intervient dans le cadre de la reconversion du Chemin de Fer de l'Est Lyonnais (CFEL) en tramway et permet d'établir une correspondance avec la ligne 3 du tramway, ainsi que la navette aéroportuaire Rhônexpress. Ce prolongement utilise en grande partie le raccordement préexistant avec l'atelier de la Poudrette, donc l'accès est déplacé pour l'occasion.

## Tracé et stations

Tracé géographiquement exact de la ligne A.

L'origine de la ligne A se situe dans la « voûte » centrale sous la ligne ferroviaire de Paris à Marseille au niveau de la gare de Perrache, qui sert d'arrière-gare (retournement des rames), au niveau du sol. La ligne passe alors dans la station Perrache, située au niveau du sol dans le Centre d'Échanges de Perrache, puis plonge en souterrain sous la place Carnot, avant de s'engager sous la rue Victor-Hugo. La station Bellecour est en diagonale sous la place pour pouvoir rejoindre la rue de la République, empruntée jusqu'à la place de la Comédie devant l'hôtel de ville.
Après une courbe (rayon = 100 m) en rampe sous la place Louis-Pradel, la ligne passe pour franchir le Rhône dans l'épaisseur (caisson) du nouveau pont Morand construit pour l'occasion après la destruction de l'ancien pont, puis redescend sous la place maréchal-Lyautey. Le tunnel est ensuite quasiment rectiligne sous les cours Franklin-Roosevelt et Vitton à Lyon, puis sous le cours Émile-Zola à Villeurbanne.
À la station Charpennes - Charles Hernu, la ligne donne correspondance à la ligne B, à la ligne T1 du tramway et la ligne T4 du tramway. Le tracé traverse ensuite Villeurbanne avec légère courbe avant d'arriver à République puis de passer par le quartier des Gratte-Ciel. Après avoir franchi le boulevard de ceinture dans le caisson d'un pont qui lui est réservé, le tracé atteint le pôle d'échanges Laurent Bonnevay.
Le souterrain construit depuis l'origine sous la rue de la Soie pour rejoindre les ateliers de la Poudrette est utilisé depuis octobre 2007 en service commercial pour atteindre le nouveau terminus Vaulx-en-Velin - La Soie, créé à cette occasion et qui donne une correspondance avec la ligne 3 du tramway. Le trajet dessine une petite courbe à droite juste au carrefour où finit le cours Émile-Zola avant de finir en passant par la rue de la Soie par une courbe serrée à gauche. Ce prolongement, dont l'avant projet a été approuvé par le SYTRAL le 14 juin 2004, avait un coût évalué à 53 millions d'euros (valeur mai 2003).

### Liste des stations
Les stations de métro de la ligne sont présentées de l'ouest à l'est :
|  |   |  | Stations                      | Lat./Long.                  | Communes desservies            | Correspondances                                  |
|  | - |  | ----------------------------- | --------------------------- | ------------------------------ | ------------------------------------------------ |
|  | ■ |  | Perrache                      | 45° 44′ 58″ N, 4° 49′ 37″ E | Lyon 2e                        | , 220, Cars Région X75, TER Auvergne-Rhône-Alpes |
|  | • |  | Ampère - Victor Hugo          | 45° 45′ 11″ N, 4° 49′ 45″ E | Lyon 2e                        | Bus TCL · Ligne S1                               |
|  | • |  | Bellecour                     | 45° 45′ 27″ N, 4° 49′ 59″ E | Lyon 2e                        | ,                                                |
|  | • |  | Cordeliers                    | 45° 45′ 48″ N, 4° 50′ 09″ E | Lyon 2e                        | , 59, Cars Région A32 A71                        |
|  | • |  | Hôtel de Ville - Louis Pradel | 45° 46′ 04″ N, 4° 50′ 10″ E | Lyon 1er                       | , 59 , Cars Région A32 A71                       |
|  | • |  | Foch                          | 45° 46′ 08″ N, 4° 50′ 40″ E | Lyon 6e                        | ,                                                |
|  | • |  | Masséna                       | 45° 46′ 10″ N, 4° 51′ 12″ E | Lyon 6e                        | Bus TCL · Ligne 38                               |
|  | • |  | Charpennes - Charles Hernu    | 45° 46′ 14″ N, 4° 51′ 48″ E | Villeurbanne                   | ,                                                |
|  | • |  | République - Villeurbanne     | 45° 46′ 14″ N, 4° 52′ 25″ E | Villeurbanne                   |                                                  |
|  | • |  | Gratte-Ciel                   | 45° 46′ 09″ N, 4° 52′ 56″ E | Villeurbanne                   | ,                                                |
|  | • |  | Flachet - Alain Gilles        | 45° 46′ 03″ N, 4° 53′ 23″ E | Villeurbanne                   | Bus en mode C · Ligne C23 · Bus TCL · Ligne 69   |
|  | • |  | Cusset                        | 45° 45′ 56″ N, 4° 54′ 01″ E | Villeurbanne                   | Bus en mode C · Ligne C17                        |
|  | • |  | Laurent Bonnevay - Astroballe | 45° 45′ 51″ N, 4° 54′ 32″ E | Villeurbanne                   | , N83,                                           |
|  | ■ |  | Vaulx-en-Velin - La Soie      | 45° 45′ 40″ N, 4° 55′ 19″ E | Vaulx-en-Velin et Villeurbanne | , 52E N83 N100,                                  |

### Stations à thème ou particulières
À l'exception de Vaulx-en-Velin - La Soie et L. Bonnevay Astroballe, l'ensemble n'a pas de thème de décoration spécial. Certaines ont néanmoins des particularités, notamment de structure.
Les stations Perrache et Ampère Victor Hugo sont les deux seules stations ne comportant pas de voiles porteurs entre les deux voies : Ampère de par son étroitesse, et Perrache du fait de son implantation dans le centre d'échanges. Cette dernière a pour deuxième particularité d'être située au niveau du sol, ce qui a permis de faire une bonne correspondance avec le tramway, situé à côté. La station L. Bonnevay - Astroballe a été légèrement rénovée en 2007.
À l'occasion du programme de rénovation de certaines stations du métro, la ligne A voit ses stations Hôtel de Ville - Louis Pradel et Bellecour rénovées respectivement en 2015 et en 2017. Les caissons lumineux de nom de station ont été remplacés, et l'éclairage a été revu.

### Raccordements

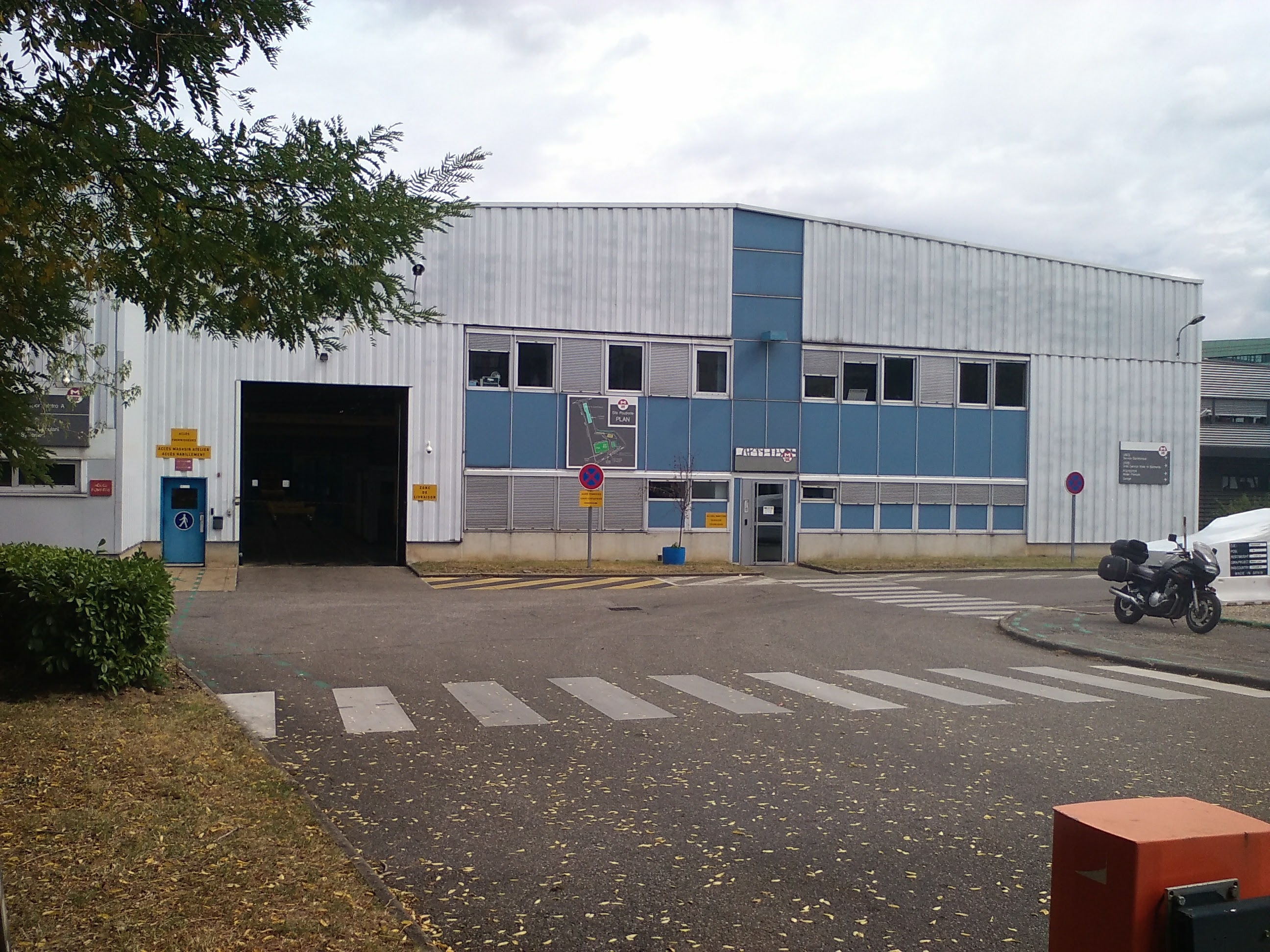
Entrée des Ateliers de la Poudrette.

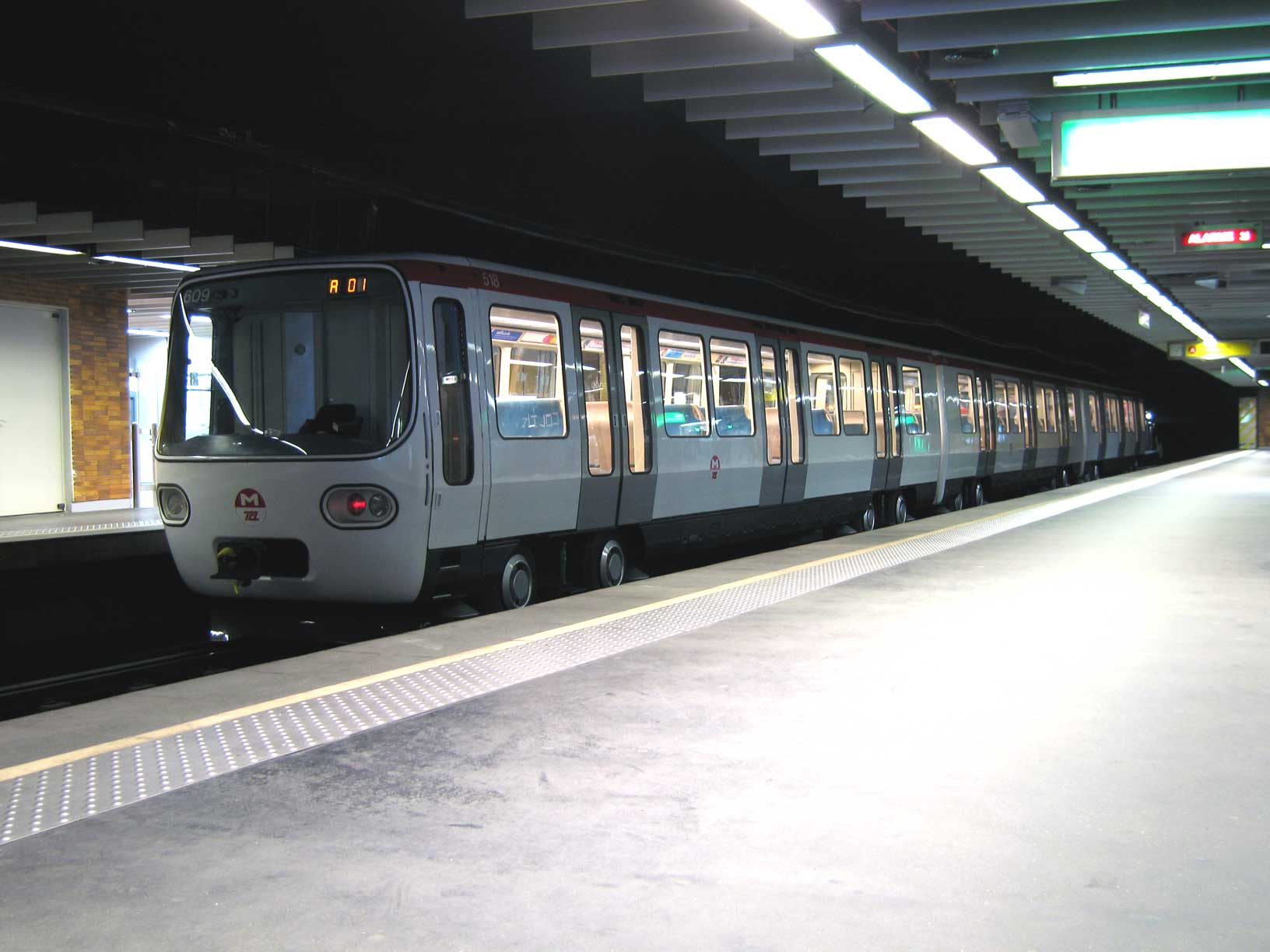
Une rame MPL 75 de la ligne A.

La ligne A a un raccordement avec la ligne B à la station Charpennes - Charles Hernu. Datant de l'origine de la ligne, cette liaison se situe immédiatement à l'ouest de la station, sur la voie 1 direction Perrache. Devant servir en exploitation commerciale pour des services directs de la Presqu'île vers les Brotteaux dans les premiers projets du réseau, elle sert quotidiennement à relier la ligne B aux ateliers de la Poudrette.

### Ateliers
Le remisage et l'entretien des rames communes à la ligne A et à la ligne B est réalisé aux ateliers de la Poudrette (unité de transport métro A, soit UTMA), à Vaulx-en-Velin.

### Plan de voies[5]
La ligne est à voie double sur toute sa longueur.
Les communications entre les deux voies sont peu nombreuses : outre les terminus, y compris l'ancien terminus Laurent Bonnevay, la seule communication se trouve à Charpennes et est liée au raccordement de la ligne B.

## Exploitation
Le temps de parcours total est de 19 minutes entre terminus. La fréquence est d'une rame toutes les 2 min 57 s en heures de pointe, de 4 à 5 minutes en heures creuses et de 9 min 04 s entre 21h00 et fin de service (Un intervalle de 15 min 00 s existe cependant entre les 2 derniers départs de Perrache tous les soirs entre 0h05 et 0h20). 16 trains circulent simultanément en heures de pointe. La première circulation quitte le terminus à 4h35, le dernier train à 0h20. Depuis juin 2022 la ligne A du métro de Lyon est légèrement plus fréquente car la ligne B s'est automatisée.

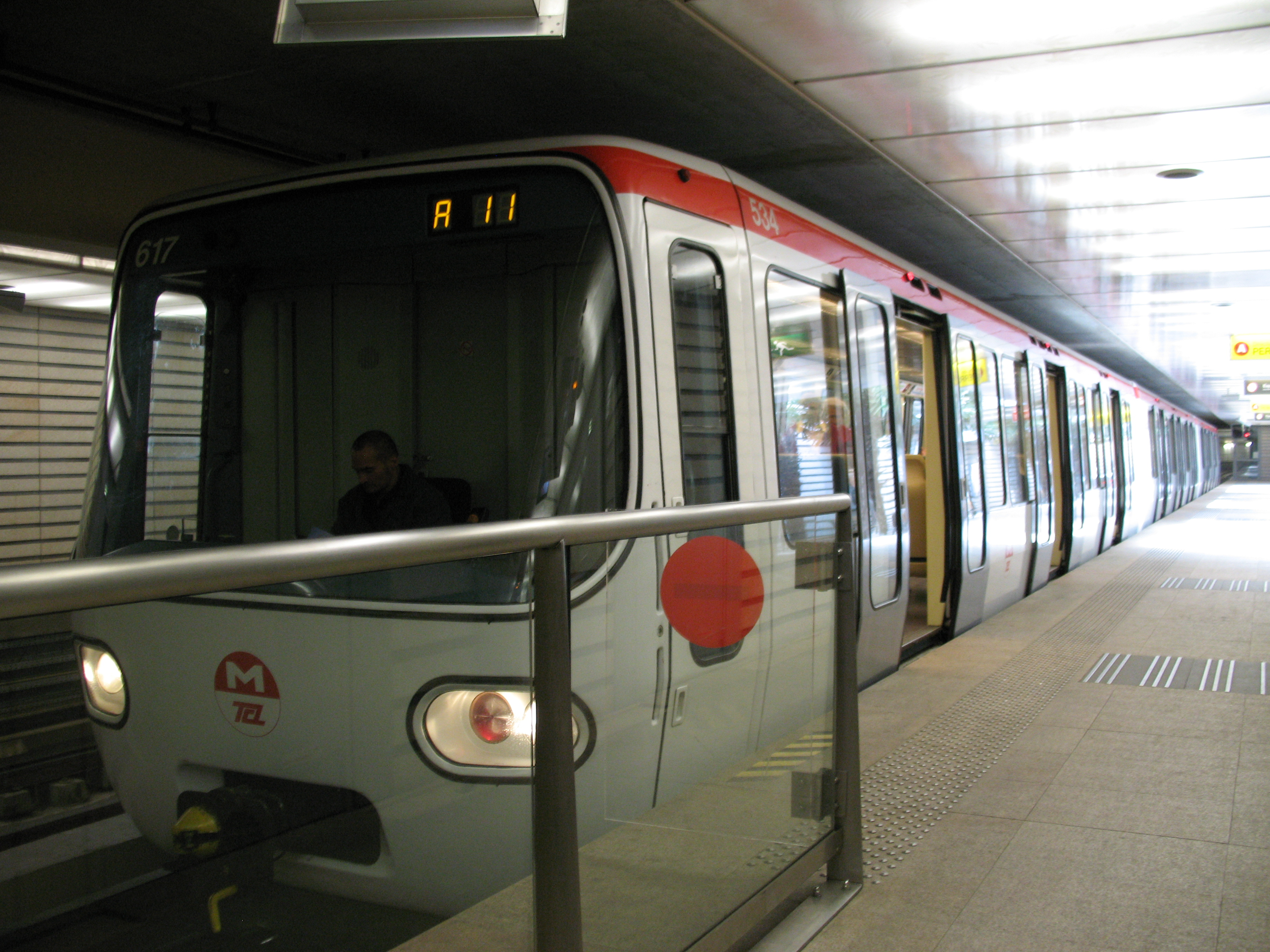
Une rame de la ligne A à la station terminus de Vaulx-en-Velin La Soie.

### Matériel roulant
Le matériel est constitué depuis l'origine de la ligne de 32 rames de type MPL 75 (Métro Pneu Lyon année 1975), partagées avec la ligne B jusqu'en 2022. Ces rames sont composées de trois voitures : deux motrices encadrant une remorque.
De mars 2011 à fin 2013, l'ensemble des rames MPL 75 des lignes A et B font l'objet d'un réaménagement consistant à modifier les intérieurs existants pour les transformer comme les rames MPL 85 de la ligne D (réaménagées elles-mêmes entre 2008 et 2010). L'opération se déroule à la fréquence d'une nouvelle rame toutes les 4 à 5 semaines.
Avant leur réaménagement, les rames offraient une capacité de 52 places assises et 74 places debout pour les motrices et 56 places assises et 76 debout en remorque (soit au total 160 places assises et 224 debout pour une capacité totale de 384 passagers). Elles bénéficient désormais de 40 places assises et 100 places debout en motrice et 34 places assises et 116 debout en remorque (soit un total de 114 places assises et 314 debout pour une capacité totale de 428 passagers par train). Cela représentera une hausse de la capacité des rames d'environ 10 à 12 %.
Lors du débat d'orientations budgétaires discuté en conseil syndical du SYTRAL le 24 novembre 2011, il a été proposé que cette ligne utilise seule, à partir de 2019, et jusqu'en 2030 environ, toutes les rames MPL75 dont 14 récupérées sur la ligne B.

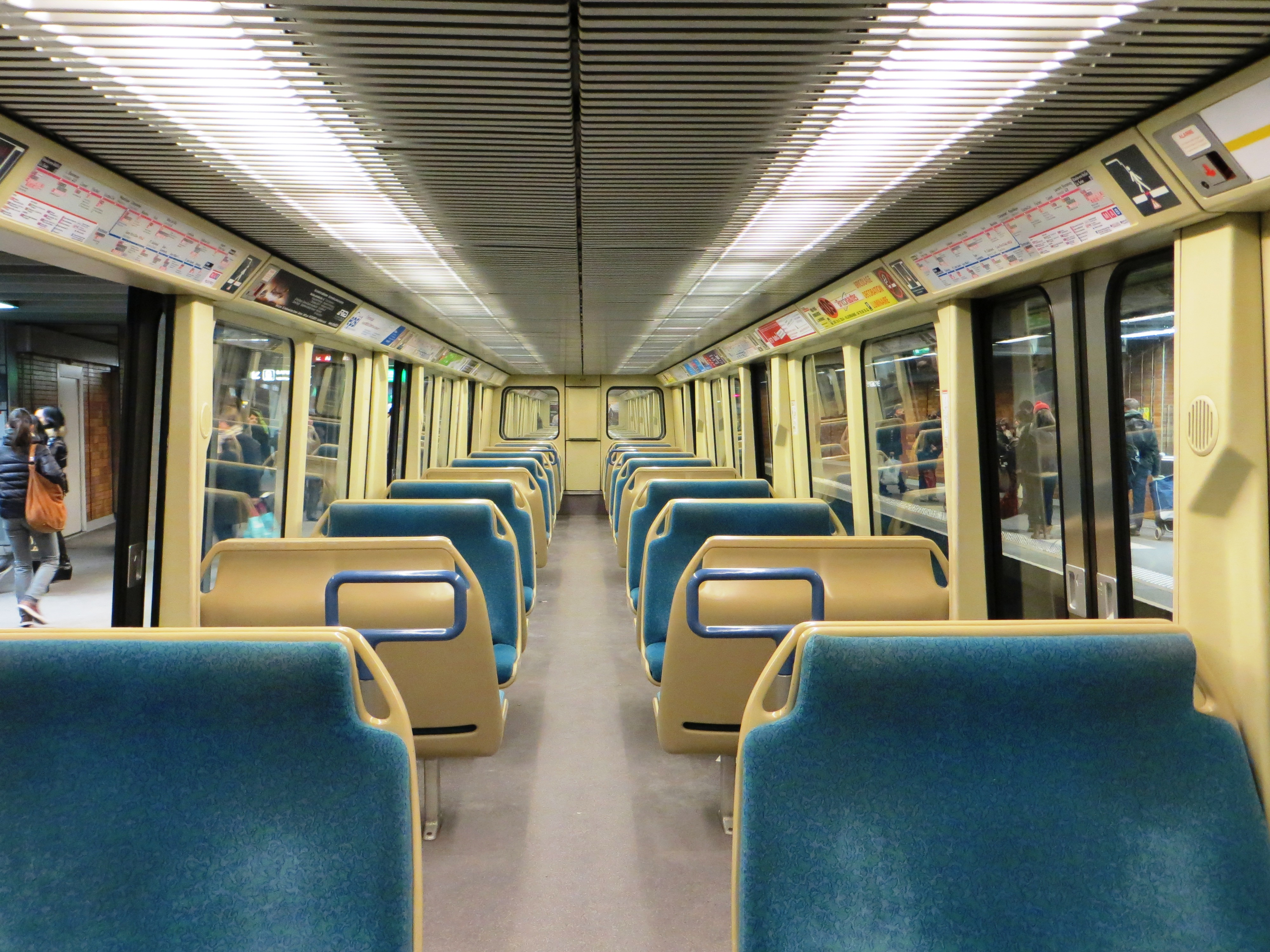
Ancien aménagement intérieur des MPL 75 avant leur rénovation.

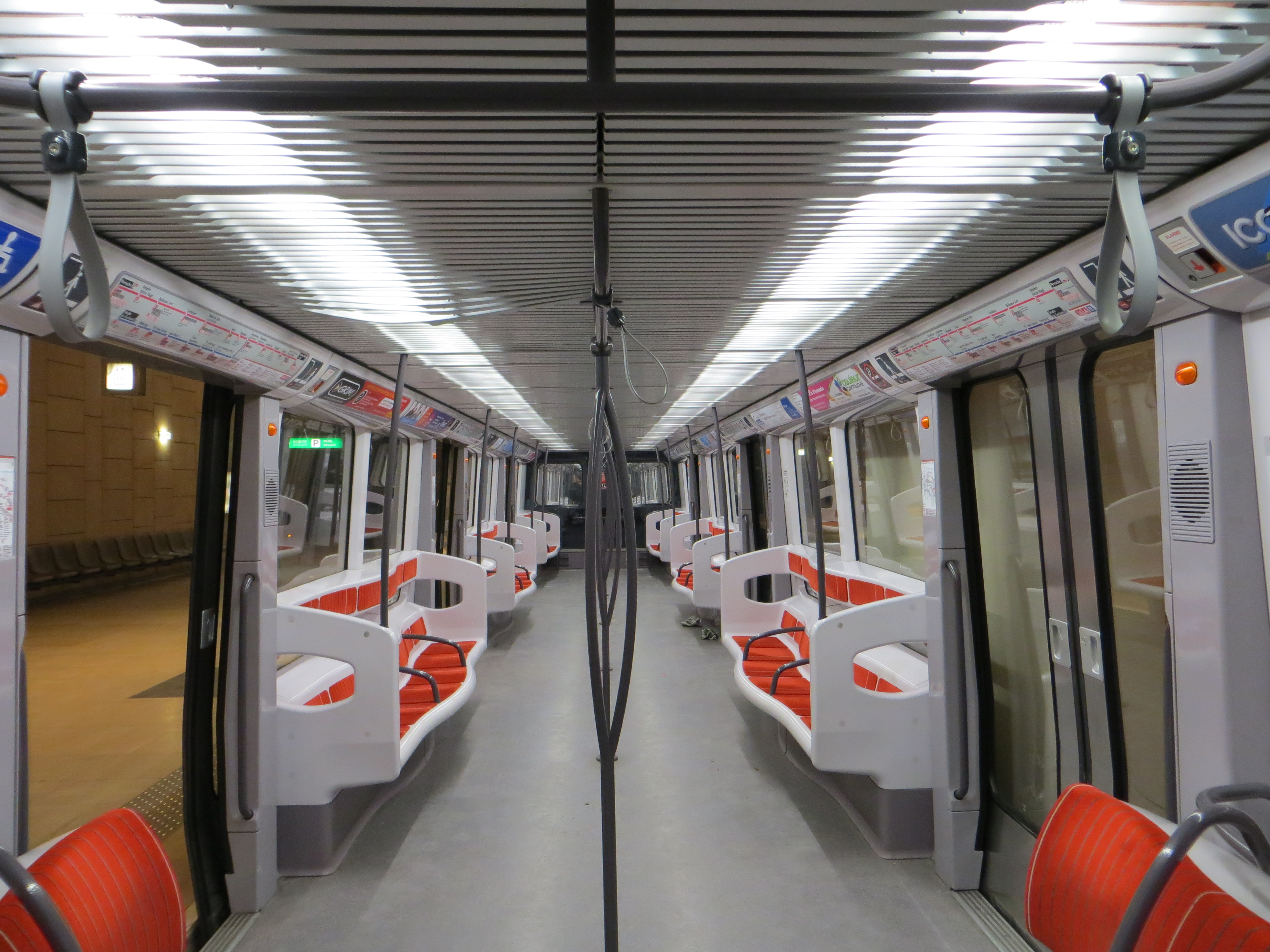
Nouvel aménagement intérieur des rames depuis 2013.

### Propriété, financement et tarification
L'infrastructure et le matériel roulant sont propriété de SYTRAL Mobilités, autorité organisatrice des mobilités des territoires lyonnais, qui en a confié l'exploitation et l'entretien dans le cadre d'une délégation de service public à la société RATP Dev Lyon, filiale du groupe RATP. SYTRAL Mobilités définit les conditions générales d'exploitation ainsi que la durée et la fréquence des services.
La tarification de base est identique sur tout le réseau et accessible avec les mêmes abonnements. Un ticket à l'unité permet un trajet simple quelle que soit la distance avec une ou plusieurs correspondances possibles avec les autres lignes de métro, funiculaire, tramway et bus dans la limite d'une heure. Si les deux lignes de funiculaire sont accessibles avec l'ensemble des tickets et abonnements du réseau TCL, un aller-retour sur une de ces deux lignes est aussi possible avec un ticket dédié dont le tarif est légèrement plus avantageux que l'achat de deux tickets à l'unité mais sans permettre de correspondance.

### Trafic
L'évolution du nombre de passagers est sensible depuis l'inauguration. Alors que les deux lignes A et B cumulent 170 000 passagers/jour en 1980, la seule ligne A affiche 237 000 passagers au printemps 2004, et 252 000 en octobre 2006.

## L'avenir de la ligne

### Automatisation et renouvellement partiel du matériel roulant
Le 27 juin 2023, le SYTRAL annonce qu'il prévoit l'automatisation de la ligne A à l'horizon 2035. Contrairement aux lignes B et D, cette automatisation s'effectuera avec la pose de portes palières sur les quais : le SYTRAL affirme en effet que la moitié des intrusions dans les tunnels du réseau du métro lyonnais se font sur la ligne A. Dans le même temps, il est annoncé que 20 nouvelles rames de MPL 16 rejoindront le parc de la ligne, disposant de 4 voitures contre seulement 3 pour les MPL 75 alors en exploitation,.

### Prolongements envisagés

#### Extension à l'est
Les plans initiaux prévoyaient la réutilisation par la ligne A de la plateforme du Chemin de Fer de l'Est Lyonnais (CFEL) vers Décines et Meyzieu. C'est finalement sous la forme d'un tramway que la ligne a été remise en service, avec l'ouverture en 2006 du tramway T3.
Avec le projet du Stade des Lumières, mené par l'Olympique lyonnais, le maire de Lyon Gérard Collomb a annoncé à la presse qu'un prolongement du métro A vers le Grand Stade serait nécessaire à long terme. L'écart entre l'actuel terminus du métro A de Lyon et le futur Grand Stade de l'OL est de 5 km. Cependant, à la fin 2011, aucune étude sur le sujet ne semble avoir été lancée par le SYTRAL. Finalement, c'est une branche supplémentaire à la ligne de tramway T3 qui a été construite pour desservir le site.
Le projet de PDU 2017-2030 arrêté par le comité syndical du SYTRAL et présenté début 2017 prévoit d’ici 2022 une étude d’opportunité du prolongement de la ligne A vers le Boulevard urbain Est, lors de la publication des projets développement métro le SYTRAL annonçait sa volonté d'étudier la possibilité de prolonger la ligne A jusqu’au Parc Olympique lyonnais d’ici à 2035.

#### Extension au sud
Le prolongement du métro au delà de Perrache était prévu dès l'origine afin de desservir le quartier de derrière-les-voûtes, avec un terminus à proximité du cour Bayard. Évoquée de nouveau dans les années 1990 sous la mandature de Michel Noir, l'extension de la ligne A vers la Confluence et Gerland est finalement abandonnée au profit du prolongement de la ligne 1 du tramway vers Montrochet, qui est mis en service en 2005. Des réserves pour une future correspondance avec la ligne A ont cependant été prévues à la station Stade de Gerland lors du prolongement de la ligne B.
Un tel prolongement se heurterait par ailleurs à la configuration du pôle d'échange de Perrache : le métro est en effet situé au niveau du sol et finit son parcours sous les voûtes de la gare. La reconstruction de cette section sous les trémies autoroutières serait donc nécessaire afin de poursuivre en souterrain.

## Tourisme
La ligne A, de par son implantation sur une grande partie de la longueur de la Presqu'Île, dessert de nombreux sites touristiques. Parmi les principaux, on peut notamment citer, du sud au nord puis d'ouest en est :
- en marge de l'important pôle d'échanges que constitue la gare de Perrache, se trouve la place Carnot, lieu d'animations tel que le marché de Noël,
- le quartier d'Ainay et la basilique Saint-Martin
- la place Bellecour,
- l'Hôtel-Dieu,
- le théâtre des Célestins,
- la rue de la République,
- la rue Mercière et ses restaurants,
- l'église Saint-Bonaventure
- l'église Saint-Nizier
- l'hôtel de ville,
- l'opéra,
- la place des Terreaux et le palais Saint-Pierre (musée des beaux-arts de Lyon).

Au-delà du Rhône, dans le 6e arrondissement de Lyon et à Villeurbanne, la ligne perd son caractère touristique, à l'exception du quartier des Gratte-Ciel à Villeurbanne, où se trouve le théâtre national populaire.